# جادوگر ۲: درگاه شیطان
جادوگر ۲: درگاه شیطان (به انگلیسی: Witchboard 2: The Devil's Doorway) یک فیلم فراطبیعی ترسناک آمریکایی محصول سال ۱۹۹۳ به نویسندگی و کارگردانی کوین تنی است. آمی دولنز در این فیلم نقش هنرمندی را بازی می‌کند که توسط روح یکی از ساکنان آپارتمان جدیدش تسخیر شده‌است. این فیلم دنباله‌ای بر فیلم جادوگر (فیلم ۱۹۸۶) محسوب می‌شود، و پس از آن جادوگر ۳: تصرف (۱۹۹۵) ساخته شد. این فیلم در ۱۰ سپتامبر ۱۹۹۳ در ایالات متحده به‌طور محدود اکران شد.

## تولید
فیلمبرداری این فیلم در مکان‌های مختلف لس‌آنجلس انجام شد: آپارتمان موجود در فیلم یک انبار واقعی هنرمند در هالیوود بود، در حالی که سکانس‌های شرکت حسابداری در ساختمانی فیلم‌برداری می‌شد که در آن کارگردان تنی دفتر خصوصی خود را داشت.